# Amparihy Est
Amparihy Est is een plaats en commune in het zuiden van Madagaskar, behorend tot het district Vangaindrano, dat gelegen is in de regio Atsimo-Atsinanana. Tijdens een volkstelling in 2001 telde de plaats 13.500 inwoners.
De plaats biedt enkel lager onderwijs aan. 98 % van de bevolking werkt als landbouwer. Het belangrijkste landbouwproduct is koffie; andere belangrijke producten zijn suikerriet, maniok en rijst. Verder is 2 % actief in de dienstensector.
- Library of Congress Control Number: no2003121220
- Nationale Bibliotheek van Israël: 987007496627505171
- Virtual International Authority File: 153953854